# 菱果柯
菱果柯（学名：Lithocarpus taitoensis）为壳斗科柯属下的一个种。

## 扩展阅读
- 維基物種上的相關：菱果柯